# Esprit Fléchier
Valentin Esprit Fléchier (født 10. juni 1632 i Pernes-les-Fontaines, død 16. februar 1710 i Montpellier) var en fransk gejstlig.

## Biografi
Fléchier var født i Sydfrankrig og studerede i Tarascon og Narbonne. Efterfølgende bosatte han sig i Paris, hvor han blev lærer.
Han begyndte at vinde stor berømmelse som gejstlig taler, navnlig for sine
Ligtaler, idet han bl.a. kom til at tale over dronning Maria Teresa, kansler Le Tellier og hærføreren Turenne. Hans talegaver var ikke så store som Bossuets, men dog temmelig retorisk og formfuldendt, klar såvel som elegant. I 1685 udnævntes han til biskop i Lavaur, og i 1687 kom han i til Nimes.